# Аричу (Браила)
Аричу (рум. Ariciu) насеље је у Румунији у округу Браила у општини Салча Тудор. Oпштина се налази на надморској висини од 16 m.

## Становништво
Према подацима из 2002. године у насељу је живело 203 становника, од којих су сви румунске националности.